# Палац Ядран
Палац Ядран (Ядранський палац, також Палац Адріа) — будівля в Хорватському місті Рієка на узбережжі Адріатичного моря, пам'ятка архітектури. Палац збудований у 1897 році для розміщення головного офісу судноплавної компанії «Адріа» (італ. Società Anonima di Navigazione Marittima Adria — компанії з угорсько-американським капіталом, заснованої 1882 року). У теперішній час палац відкритий для відвідування туристами.
| замок | Це незавершена стаття про палац. Ви можете допомогти проєкту, виправивши або дописавши її. |